# 里弗斯山
67°7′S 67°58′W / 67.117°S 67.967°W
里弗斯山（Mount Reeves），是南極洲的山峰，位於葛拉漢地的阿德萊德島東部，處於布維耶山東北面，海拔高度1,920米，在1909年由讓-巴蒂斯特·夏古率領的法國探險隊測量，現時由南極條約體系管理。